# Grundherrschaft
Die herrschaftliche Organisationsform der Grundherrschaft – in Österreich und anderen Gebieten auch Erbuntertänigkeit oder Patrimonialherrschaft genannt – war eine seit dem Mittelalter vorherrschende rechtliche, wirtschaftliche und soziale Besitzstruktur des ländlichen Raums. Sie wurde im Laufe des 18. und 19. Jahrhunderts im Zuge der Bauernbefreiung und der Einführung moderner staatlicher Verwaltung  nach und nach ersetzt.
Grundherrschaft bezeichnet die Verfügungsgewalt der Herren über die Bauern auf der Grundlage der Verfügung über das Land. Es handelt sich um einen kennzeichnenden Begriff für die mittelalterliche und neuzeitliche Sozial- und Rechtsgeschichte, der erst in neuzeitlichen Quellen vorkommt.

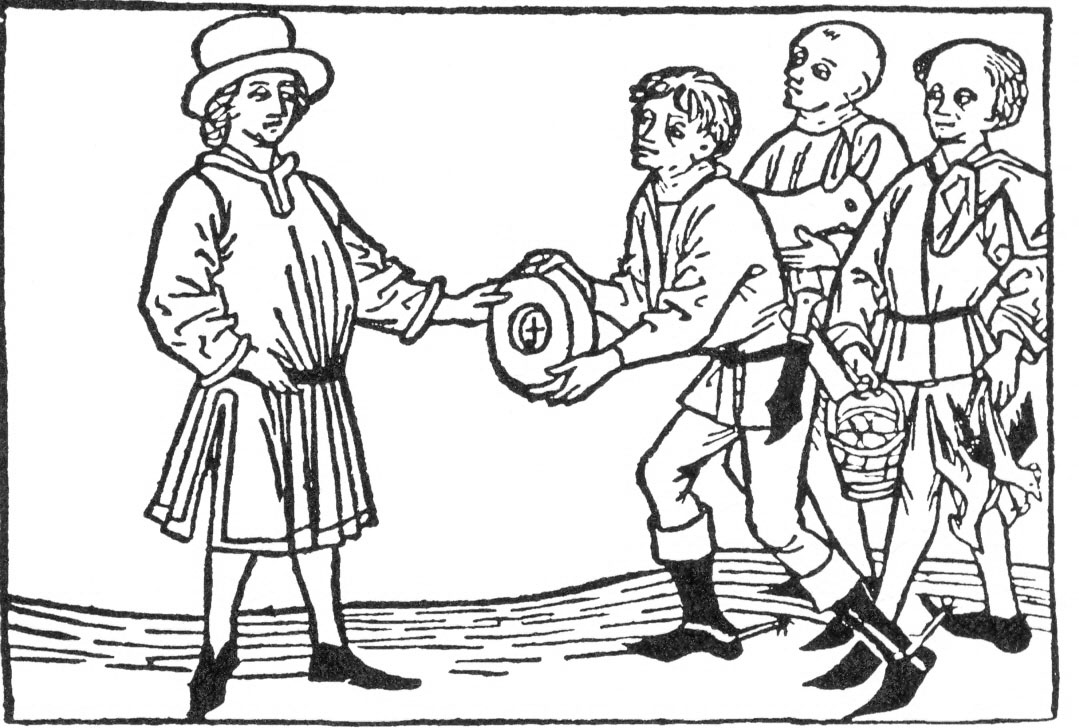
Barhäuptige Bauern liefern ihre Abgaben an den Grundherrn ab. Holzschnitt aus dem 15. Jh.

## Ausbildung während der Feudalzeit
Ein Grundherr war in der Regel ein Angehöriger der ersten zwei Stände: des Adels oder des Klerus. Er war nicht nur Grundeigentümer (siehe auch Allod) oder Inhaber einer Pacht mit Verfügungsgewalt über das Land, sondern übte zumeist mit entsprechenden Verwaltern (Ministerialen) auch weitreichende Verwaltungs- und Gerichtsfunktionen aus. Dem Grundherrn oblag die rechtliche Verwaltung und Nutzungsvergabe von land- oder forstwirtschaftlich genutzten Flächen und die Ausübung öffentlich-rechtlicher Befugnisse, wie der Polizeigewalt und der Gerichtsbarkeit in ihren verschiedenen Ausprägungen der Bestrafung bei Aufständen der zu Leistungen verpflichteten Untertanen. Er hatte das Recht, in religiösen oder besitzrechtlichen Fragen über seine Untertanen zu bestimmen. Der Grundherr verfügte über das Patronatsrecht.
Allerdings hatte der Grundherr nicht nur für den Gehorsam seiner meist mittellosen Grundholden (Untertanen) zu sorgen, sondern auch Schutz und Schirm zu gewähren. Die Grundherrschaft umfasste daher nicht nur eine mit dem Feudalismus zusammenhängende agrarische Wirtschaftsform, sondern eine Herrschafts- und Besitzstruktur, die alle Bereiche des Lebens bis in das 19. Jahrhundert beherrschte und Ausprägungen wie Erbuntertänigkeit, Leibherrschaft, Schutzherrschaft, Gerichtsherrschaft, Zehntherrschaft, Vogteigewalt und Dorfobrigkeit hatte. Kriegspflicht setzte nicht zwingend die Leibherrschaft voraus.

## Kennzeichen der Untertänigkeit
Die Untertanen standen in unterschiedlichen Abhängigkeitsverhältnissen zum Grundherrn. Sie hatten von dem Erwirtschafteten unterschiedliche Abgaben (Gülte) zu leisten und waren zu Frondiensten verpflichtet. Die Abgaben bestanden meist aus Naturalleistungen (Fruchtzins), die der Hofhaltung der Grundherrn geliefert werden mussten. Dienstpflichten, wie Hand- und Spanndienste, Leistungen und Gepflogenheiten durch Gewohnheitsrecht bestanden in jährlichen, wöchentlichen, täglichen Frondiensten oder zu bestimmten Ereignissen, wie der Abgabepflicht anlässlich eines Erbfalls in der Familie des Erbuntertänigen oder Zahlungen u. ä. bei einer Eheschließung.
In manchen Grundherrschaften bestand die Pflicht, die im Eigentum des Grundherrn stehende Mühle gegen Gebühr zu nutzen oder das in der grundherrschaftlichen Brauerei gebraute Bier zu kaufen. Seit den Anfängen des Feudalismus gab es von Seiten der Grundherrschaft verschiedenen Zwang gegenüber untertänigen Dorfgemeinschaften, wenn sie einen Gemeinschaftsbetrieb (Allmende) darstellten oder durch kriegerische Ereignisse in Abhängigkeit geraten waren. Die Form des Abhängigkeitsverhältnisses reichte vom reinen Pachtverhältnis über die Hörigkeit bis zur Leibeigenschaft. Wohlhabende Grundherren besaßen meist zahlreiche Dörfer mit den daraus zu erzielenden Einnahmen und Arbeitsleistungen und Landstriche bis zu Großgrundbesitz. In der ehemaligen Frais, einem Sonderrechtsgebiet zwischen einem Kloster und einer Stadt, teilten sich verschiedene Grundherren die Rechte und Einnahmen eines Dorfes, was die tatsächlichen Rechtsverhältnisse äußerst kompliziert gestaltete.
Zumeist war es so, dass im Laufe der Jahrhunderte der Haus- und Grundbesitz in einer Region immer stärker auf unterschiedliche weltliche und geistliche Grundherrschaften aufgesplittert wurde, sodass in manchen Ortschaften jedes oder zumindest jedes zweite Gut einem anderen Grundherrn zinste. Bei größeren Grundherrschaften, die in einer Region viele Untertanen hatten, wurde häufig ein örtlicher Meier (Verwalter) für die Verwaltung bestellt.

## Pflichten des Grundherrn
Jeder Grundherr hatte Pflichten nach dem Grundsatz „Treue und Gehorsam gegen Schutz und Schirm“. Er sollte den Abhängigen wirtschaftliche Grundsicherung und Unterstützung bei Krankheit, Missernten oder Katastrophen gewähren, Schutz vor dem Abwerben als Söldner für fremde Kriegsherren bieten und der Familie eine Bestattungsfürsorge zukommen lassen. Innerhalb seiner Herrschaft hatte seine Verwaltung für den religiösen Frieden zu sorgen, Streit zu schlichten und Friedensbrecher mit Hilfe eines Schiedsgerichtes, wenn nötig, zum Tode zu verurteilen.
Der Grundherr besaß in der Regel das Patronatsrecht, konnte die Geistlichen und die religiöse Ausrichtung seines Herrschaftsbereiches bestimmen. Für seine Kirchen beschaffte der Grundherr oft Reliquien, welche in Reliquienschreinen ausgestellt wurden.
Grundherrschaften religiöser Institutionen oder einzelner Klöster, meist entstanden durch Schenkungen und Stiftungen weltlicher Grundherren, die damit ihr Seelenheil fördern und soziales Ansehen erreichen wollten, unterschieden sich in ihrem sozialen Verhalten und dem Rechtssystem der Erbuntertänigkeit nicht von einer weltlichen Grundherrschaft.

## Überblick zur historischen Entwicklung
Die für die Grundherrschaft typische Verfügungsgewalt über Personen mag es in ähnlicher Form auch schon vor dem Mittelalter gegeben haben. Die ältere Forschung hat „germanische“ Wurzeln angenommen.
Typisch für die Karolingerzeit in West- und Mitteleuropa ist das sogenannte Villikationssystem, das eine funktionale Differenzierung der Höfe vorsah. Einem Herrenhof waren mehrere Fronhöfe (meist als villa oder curtis dominica, auf Deutsch auch Salhof) zugeordnet, die zur Verwaltung der einzelnen, oft verstreut liegenden Höfe (Hufen, lat. mansi) der Grundherrschaft dienten. Während das Dominikalland (auch Salland, lat. terra salica genannt) in Eigenwirtschaft mit Hilfe von unfreiem Gesinde unter der Leitung eines Meier (lat. maior oder villicus) bebaut wurde, leisteten die zinspflichtigen hörigen Bauern eine festgelegte Anzahl von Tagen Frondienst (etwa Spanndienst) auf dem Fronhof und bewirtschafteten daneben ihre eigenen Hofstellen (Hufen, lat. mansi), welche gegen Grundzins oder Naturalabgaben an sie vergeben waren.  Von dieser Unterteilung in Fronhof und abhängige Hufen leitet sich die Bezeichnung zweigeteilte Grundherrschaft ab.
Naturalabgaben spielten bis zum Ende der Grundherrschaft eine wichtige Rolle, verloren aber seit dem Spätmittelalter an Bedeutung, da das Interesse des Grundherrn an Bargeld wuchs und so Sachleistungen in Geldzahlungen, eine Art Steuer umgewandelt wurden. Aus Sicht des Grundherrn lohnte es sich aber auch weiterhin, Naturalabgaben zu fordern, wie den Zehnten „in natura“ einzuziehen oder Frondienste statt eines Dienstgeldes zu verlangen.

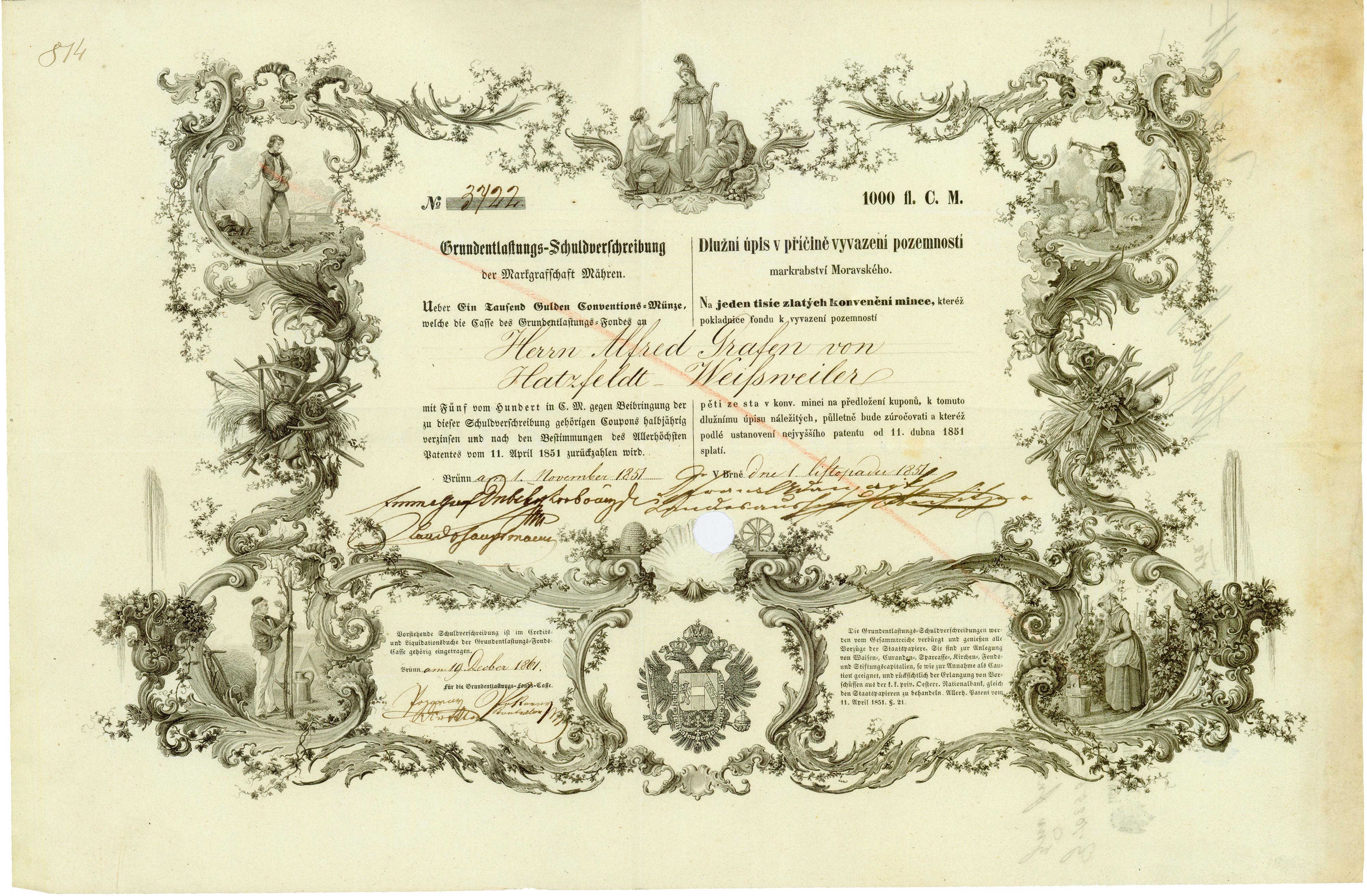
Grundentlastungs-Schuldverschreiben der Markgrafschaft Mähren vom 1. November 1851

Mit dem Übergang zur allgemeinen Geldwirtschaft und der Verlagerung der Wirtschaftsmacht in die sich bildenden Städte mit den besonderen Rechten der Bürger, weg aus der Agrarwirtschaft, setzte eine Entwertung der Machtverhältnisse des Feudalismus ein. Dies führte zu Ritteraufständen, dann zu den Bauernkriegen der frühen Neuzeit. Deutschland blieb bis in die Mitte des 19. Jahrhunderts mit dem Einsetzen der Industrialisierung, der Bauernbefreiung und dem Ende des Erbuntertänigkeit geprägt durch diese ländliche Rechts-, Wirtschafts- und Sozialordnung.
In der zweiten Hälfte des 18. Jahrhunderts setzten in einigen Territorien Reformen ein, die zumindest die vorhandene Grundherrschaft reformierten, wie durch die Umwandlung von Naturalleistungen in Geldzahlungen oder durch die Aufhebung der Leibeigenschaft. Dieser Prozess wird auch als Grundentlastung bezeichnet. Diese Reformen stellten aber das System selbst nicht in Frage.
In Frankreich und dem Rheinland (linksrheinisch) wurde die Grundherrschaft im Laufe der Französischen Revolution abgeschafft.
Das Gebiet des heutigen Deutschland folgte ab 1807 infolge des Oktoberedikts bzw. durch die französischen Reformgesetze nach 1808. In den Rheinbundstaaten wurden diese Reformen nach 1814 oft wieder zurückgenommen, aber 1831 wurden wichtige Reformgesetze (Ablösungen) erlassen. Einen weitgehenden Abschluss erfuhren die Reformen durch die Revolution von 1848. Sie endeten mit der Übertragung des Rustikalbesitzes gegen Entschädigung auf die Bauern, während der direkt bewirtschaftete Dominikalbesitz privates Grundeigentum und vielfach Großgrundbesitz wurde.
Auslösend für die Aufhebung der Grundherrschaft im cisleithanischen Teil von Österreich war die letztlich gescheiterte Revolution von 1848/49. Der jüngste Abgeordnete des konstituierenden Reichstages Hans Kudlich, ein noch nicht 25-jähriger Bauernsohn aus Lobenstein in Österreichisch-Schlesien und Student in Wien, hatte am 26. Juli 1848 den fundamentalen Antrag gestellt: „Die Reichsversammlung möge beschließen: Von nun an ist Untertänigkeitsverhältnis samt allen Rechten und Pflichten aufgehoben, vorbehaltlich der Bestimmungen, ob und wie eine Entschädigung zu leisten sei.“ Das kaiserliche Patent vom 7. September 1848 gab bereits den Beschluss dieser Aufhebung der Untertänigkeit der Bauern bekannt. Diese individuelle Freiheit bedeutete jedoch den Zwang zur Übernahme von Ablöseverpflichtungen (Grundentlastung). Ein Drittel der festgesetzten Barsumme war binnen 20 Jahren zu leisten; jede laufende Steuerleistung erfolgte nur mehr in Geld, das an den Staat, repräsentiert durch das Steueramt, abzuliefern war. Damit entwickeln sich parallel die Ortsgemeinden, nachdem schon einige Jahrzehnte zuvor die Katastralgemeinden als Steuergemeinden eingerichtet worden waren.

## Der Herrensitz als Mittelpunkt der Grundherrschaft
Jede Grundherrschaft hatte einen sogenannten Herrensitz. Im Mittelalter war das zumeist eine Burg, später ein Schloss oder Herrenhaus. Im frühen und hohen Mittelalter wurden die grundherrlichen Zentralhöfe oft als curtis oder curia bezeichnet. Der Herrensitz beherbergte die Familie des Inhabers der Grundherrschaft mit Verwaltern und den Bediensteten; er war zugleich der wirtschaftliche und verwaltungstechnische Mittelpunkt der Grundherrschaft. Ausgestaltungsformen des Herrensitzes waren das Allod, das Rittergut vor allem in Preußen das in Schleswig-Holstein verbreitete Adlige Gut und das Kanzleigut. Im Bayerischen Reichskreis gab es zudem die Hofmarken und Landsassengüter. Hofgüter eines Landesherrn wurden als Domänen oder Kammergüter bezeichnet.

## Überblick zur Wortgeschichte und Forschungsgeschichte
Die Bezeichnung Grundherr lässt sich als Übersetzung des älteren dominus terrae oder dominus fundi nach 1300 fassen. Sie entstand in einer Zeit, als Stadtbürger und Territorialherren aus ökonomischen und politischen Gründen um die Trennung von Eigentum (proprietas) und Herrschaft (potestas) stritten, die seit der Spätantike immer enger miteinander vermengt worden waren. Dabei meinte die Grundherrschaft zu dieser Zeit einen Sonderfall der Herrschaft, nämlich den einer besonderen Beziehung eines Herrn zu seinem Boden (und den daran haftenden Menschen). Seit dem Frühmittelalter war es zu einer Verselbstständigung von Teilgewalten und ihrer Neukombination gekommen, jede Verfügungsgewalt oder Einkunftsform erhielt dem Anspruch nach ihr eigenes Recht. Als dingliche und persönliche, kirchliche und weltliche, öffentliche und private Aspekte zunehmend auseinandertraten, half das Römische Recht mit seinem Konzept der Trennung von Obereigentum und Nutzungseigentum einen sachenrechtlichen Begriff der Herrschaft (dominium) zu finden. Die in der Spätantike einsetzende „Verschlingung von Bodeneigentum und ländlicher Herrschaft“ (Ludolf Kuchenbuch) wurde in einem zähen Prozess wieder aufgelöst. Trotz dieser obrigkeitlich und ökonomisch ausgerichteten Sachherrschaftstheorie blieb die Spannung zur ländlichen Herrschaftspraxis bestehen. So kam zwar Ende des 16. Jahrhunderts das Abstraktum der Grundherrschaft auf, und es entstand eine juristische Tradition privater Sachherrschaft über Grund und Boden, doch änderte dies bis Ende des 18. Jahrhunderts wenig an diesem Widerspruch. Im Gegenteil kam mit dem bürgerlichen Zeitalter ein zunehmender Gebrauch der Begriffe Feudalismus und Grundherrschaft auf, der dazu diente, das auf der Verbindung von adligem Eigentum und privater Herrschaft beruhende Ancien Régime zu bekämpfen. Mit der Bauernbefreiung und der Einbeziehung des adligen Großgrundbesitzes in die kapitalistische Wirtschaft verlor der Begriff Grundherrschaft schnell seine ideologische Ausrichtung.
Im Vorfeld der Reichsgründung interessierte im Zusammenhang mit der Grundherrschaft zunächst die Frage, ob sie zu den „Ureinrichtungen Germaniens“ gehört habe. Dabei wurde die Frage der Freiheit und Genossenschaftlichkeit einer Gesellschaft, die ohne Privateigentum gewesen sei, zunehmend auf der Grundlage der Annahme des Bodenbezugs der Herrschaft diskutiert. Dabei wurde der Begriff der Grundherrschaft zu einem sozialen und wirtschaftlichen Systembegriff. Der herausgearbeiteten Spannungen zwischen Sachen- und Personenrecht, Grundeigentum und Herrschaft inspirierten immer wieder die Forschung.
1878 warf Karl Theodor von Inama-Sternegg die These auf, die dramatische Ausbildung der großen Grundherrschaften während der Karolingerherrschaft sei eine Wende gewesen, die Villikationsverfassung habe dabei dem ländlichen Alltag den Rahmen gegeben. 1881 bis 1886 wies Karl Lamprecht in seinem Deutschen Wirtschaftsleben im Mittelalter der Forschung den Weg zu Regionalstudien, wie er es anhand des Mosellandes vorgeführt hatte. Zugleich machte er auf die Verstreutheit der Herrschaftsgebiete aufmerksam. Die etatistisch ausgerichtete Forschung Georg von Belows diskreditierte zwar diese Richtung über Jahrzehnte, doch die Verbindung von Geographie, Soziologie und Geschichte erwies sich als fruchtbarer. Es war einer von Lamprechts Nachfolgern, Rudolf Kötzschke, der anhand seiner Untersuchungen zur Abtei Werden ab 1901 eine tiefgehende Studie vorlegte und die Vorstellungen vom grundherrschaftlichen Gefüge durch die auf Abgabenorganisation basierende „Hebeverfassung“ erweiterte.
Alfons Dopsch trug ebenfalls einen Teil zur Relativierung der Lehre Inamas bei. Seine überaus breit angelegte Wirtschaftsentwicklung in der Karolingerzeit erlangte dadurch Einfluss, dass sie Typisierungen ausgehend von den Trägern, also König, Geistlichkeit, weltliche Herren, schuf, und vor allem, dass Dopsch landeskundliche, verfassungsgeschichtliche und ausländische Arbeiten einbezog und die bekannten Quellen neu deutete.
Erst 1935 bis 1941 kamen im deutschsprachigen Raum neue Impulse hinzu, die beispielsweise von der konjunkturorientierten Wirtschaftsgeschichte kamen, wie sie vor allem Wilhelm Abel in seiner Habilitationsschrift Agrarkrisen und Agrarkonjunktur in Mitteleuropa vom 13. bis zum 19. Jahrhundert verkörperte. Diesem Werk folgte 1943 Die Wüstungen des ausgehenden Mittelalters. 1962 versuchte er diese Ergebnisse in Geschichte der deutschen Landwirtschaft vom frühen Mittelalter bis zum 19. Jahrhundert auf das Frühmittelalter zu übertragen und die Frage nach der Bedeutung der Grundherrschaft für den Wandel der Wirtschaft zu stellen.
In Frankreich waren es Charles-Edmond Perrin (Lothringen, 1935) und André Déléage (Burgund, 1941), in Deutschland vor allem Friedrich Lütge („mitteldeutscher Raum“, 1937) die den regionalgeschichtlichen Ansatz weiter ausgebauten. Perrin lenkte die Aufmerksamkeit auf den Leitbegriff der seigneurie rurale und inspirierte damit vergleichende Arbeiten rechts und links des Rheins. Lütge erweiterte ihn zur großräumigen Typenlehre, die die Vergleichbarkeit erleichterte. Déléage widmete in seinem Werk über Burgund mehr als 280 Seiten der Grundherrschaft (S. 407–688). Marc Bloch beschrieb 1941 in der Cambridge Economic History den Prozess der seigneurialisation in Spätantike und Frühmittelalter.
Ganz anders und in die Vorstellungen reziproker Herrschaft viel besser passend waren die Arbeiten Otto Brunners, der in seinem Land und Herrschaft auf der Grundlage österreichischer Quellen des Spätmittelalters, Grundherrschaft als Herrschaft über Bauern, als politischen Verband deutete, der die Lebenswirklichkeit der Betroffenen umfassend strukturierte. Dabei bettete er die Grundherrschaft in das Konzept der Hausherrschaft ein, deren gleichsam konzentrisch gedachte Erweiterungen die Grundherrschaft und die Landesherrschaft waren. Dabei gab der Herr Schutz, die Bauern lieferten Hilfe und Dienst. Darüber hinaus nahm Brunner an, diese Konzepte seien germanischer Herkunft und er forderte, den Inneren Bau der Grundherrschaft in „quellenmäßiger Begriffssprache“ zu beschreiben. Die Nationalsozialisten erkannten, dass dieses Konzept in mehrerer Hinsicht ihren Vorstellungen vom Konsenscharakter der Herrschaft und der germanischen Abkunft entsprach.
Nach dem Krieg wurde Brunner weiter rezipiert, doch weiterführende Fragestellungen entwickelten sich eher an neuen Regionalstudien, Vergleichsarbeiten und Untersuchungen zu einzelnen Herrschaftsträgern. Die marxistische Forschung befasste sich etwa mit dem Schicksal der freien Bauern oder der sozioökonomischen Fassung der Formen der Grundherrschaft in der Germania im Rahmen der Annahmen über Produktionsweisen und -verhältnisse. In Westdeutschland wurden sie erst in den 1970er Jahren ernsthaft diskutiert, wozu auch die französische Forschung beitrug. Diese stärker sozialgeschichtliche Orientierung stärkte Karl Bosls Werben für den Begriff der familia als Ausgangspunkt sozialstruktureller Arbeiten. Neben zahlreichen Regionalarbeiten erschienen Übersichten, die die Dynamik der Anpassungsleistungen zunehmend erkennbar machen.
1965 stellte Adriaan Verhulst die These auf, das zweigeteilte Grundherrschaftssystem sei eine sowohl räumlich als auch zeitlich begrenzte Erscheinung gewesen. Er sah dieses System vor allem auf günstigen Böden mit geeigneten Siedlungsverhältnissen, wie sie vor allem in einigen Regionen des Frankenreichs herrschten. Zeitlich sei die Grundherrschaft mit Villikationssystem vor allem im 7. und 8. Jahrhundert entstanden. Sozialgeschichtliche Annäherungen, wie die Arbeit von Ludolf Kuchenbuch über Prüm in der Eifel zeigten, dass die Formen der Grundherrschaft sehr unterschiedlich waren. Werner Rösener konnte für den Südwesten zeigen, dass sich die Villikationsverfassung im 12. und 13. Jahrhundert auflöste und durch ein System von Geld- und Naturalrenten ersetzt wurde. Parallel dazu entstanden neue Dorfformen (Verdorfung, Dorfgenese), was mit Gewannflur und Flurzwang verbunden war und – wie insbesondere die Archäologie gezeigt hat – keineswegs bis in das Frühmittelalter zurückreicht, wie die Forschung lange annahm.
Inzwischen treiben neben Monographien vor allem Tagungen die Debatten voran. So regte etwa die Göttinger Tagung von 1987 Vergleichsstudien zwischen Frankreich und Deutschland an, fragte, ob die klassische Grundherrschaft überhaupt im Osten vertreten war, oder ob und wie die Herrschaft auf deutschem Gebiet gezielt eingeführt wurde; die von 1992 verlagerte das Gewicht auf das Hochmittelalter, wobei hier neben Strukturuntersuchungen Fragen der Auflösung des Villikationssystems im Mittelpunkt standen.

### Übergreifende Werke
- Steffen Patzold: Das Lehnswesen, Beck, München 2012.
- Brigitte Kasten (Hrsg.): Tätigkeitsfelder und Erfahrungshorizonte des ländlichen Menschen in der frühmittelalterlichen Grundherrschaft (bis ca. 1000). Festschrift für Dieter Hägermann zum 65. Geburtstag. Steiner, Stuttgart 2006, ISBN 3-515-08788-5 (Vierteljahrschrift für Sozial- und Wirtschaftsgeschichte Beihefte 184).
- Ludolf Kuchenbuch: Grundherrschaft im früheren Mittelalter. Schulz-Kirchner, Idstein 1991, ISBN 3-8248-0021-7 (Historisches Seminar N. F. 1).
- Werner Rösener: Bauern im Mittelalter. 4., unveränderte Auflage. Beck, München 1993, ISBN 3-406-30448-6.
- Werner Rösener (Hrsg.): Strukturen der Grundherrschaft im frühen Mittelalter. Vandenhoeck & Ruprecht, Göttingen 1989, ISBN 3-525-35628-5 (Veröffentlichungen des Max-Planck-Instituts für Geschichte 92).

### Regionalstudien
- Wolfgang Wüst: Dynamische Grundherren und agrarische Innovationen im alten Franken. In: Jahrbuch des Historischen Vereins für Mittelfranken. 99, 2000/2009, ISSN 0341-9339, S. 59–88.
- Werner Wittich: Die Grundherrschaft in Nordwestdeutschland. Duncker & Humblot, Leipzig 1896 (wiki.genealogy.net).
- Alfred Haverkamp: Frank G. Hirschmann (Hrsg.): Grundherrschaft – Kirche – Stadt zwischen Maas und Rhein während des hohen Mittelalters. Mainz 1997, ISBN 3-8053-2476-6.
- Helmuth Feigl: Die niederösterreichische Grundherrschaft. Vom ausgehenden Mittelalter bis zu den theresianisch-josephinischen Reformen, 2. grundlegend umgearbeitete Auflage 1998, St. Pölten 1998.
- Josef Löffler: Grundherrschaftliche Verwaltung, Staat und Raum in den böhmischen und österreichischen Ländern der Habsburgermonarchie vom ausgehenden 18. Jahrhundert bis 1848. In: Administory. Zeitschrift für Verwaltungsgeschichte 2, 2017, S. 118‒145, doi:10.2478/ADHI-2018-0018.

### Ältere Werke
- Hartmut Harnisch: Die Grundherrschaft. Forschungsgeschichte, Entwicklungszusammenhänge und Strukturelemente. In: Jahrbuch für Geschichte des Feudalismus 9 (1985) 89–240.
- Günther Franz (Hrsg.): Deutsches Bauerntum im Mittelalter. Wissenschaftliche Buchgesellschaft, Darmstadt 1976, ISBN 3-534-06405-4 (Wege der Forschung 416).
- Friedrich Lütge: Die mitteldeutsche Grundherrschaft und ihre Auflösung. Stuttgart 1957 (Quellen und Forschungen zur Agrargeschichte 4, ISSN 0481-3553).
- August Ludwig Reyscher: Die grundherrlichen Rechte des Württembergischen Adels, Friedrich Fues, Tübingen 1836 (books.google.de).